# Lietuvos ledo ritulio lyga
Lietuvos ledo ritulio lyga (česky: Liteská národní hokejová liga) je nejvyšší plně profesionální ligou ledního hokeje v Litvě. Vznikla v roce 1991 po rozpadu SSSR. Její předchůdkyní byla Sovětská liga ledního hokeje a její nižší soutěže. Celkově hraje v sezóně 2020/2021 nejvyšší litevskou soutěž 5 domácích týmů.

## Systém soutěže
Základní část soutěže se hraje stylem každý s každým 5x (každý tým hraje 20 utkání). Do play-off postupují první 4 týmy v tabulce. Semifinále i finále se hraje na tři vítězná utkání. Domácí tým je každý lichý zápas ten, který se umístil lépe v tabulce základní části.

## Týmy
| Tým                 | Město      | Stadion             | Kapacita |
| ------------------- | ---------- | ------------------- | -------- |
| Energija Elektrėnai | Elektrėnai | Elektrėnų ledo halė | 2000     |
| Kaunas Baltu Ainiai | Kaunas     | Ledo Arena Kaunas   | 300      |
| Punks Vilnius       | Vilnius    | Pramogu Arena       | 4000     |
| BA-Klaipeda         | Klaipėda   |                     |          |
| Kaunas Hockey       | Kaunas     | Ledo Arena Kaunas   | 300      |

Týmy hrající v sezóně 2014-2015
| Tým                      | Město       | Stadion                                             | Kapacita |
| ------------------------ | ----------- | --------------------------------------------------- | -------- |
| Energija Elektrėnai      | Elektrėnai  | Elektrėnai ledo rūmai                               | 2000     |
| Kauno Baltu-Ainiai       | Kaunas      | Ledo Arena Kaunas                                   | 300      |
| Juodupe                  | Rokiškis    | Juodupės ledo ritulio aikštelė                      |          |
| Hockey Punks             | Vilnius     | Pramogu Arena                                       | 4000     |
| Rokiskio Rokiskis        | Rokiškis    | Rokiskio kuno kulturos ir sporto centras ledo arena |          |
| Oberhaus Vilnius         | Vilnius     | AKROPOLIO ledo arena                                |          |
| Delovaja Rus Kaliningrad | Kaliningrad | Sport Complex Svetlogorsk                           |          |

## Předchozí vítězové
| Sezóna    | Mistr                     |
| --------- | ------------------------- |
| 1991/1992 | Energija Elektrėnai       |
| 1992/1993 | Energija Elektrėnai       |
| 1993/1994 | Energija Elektrėnai       |
| 1994/1995 | Energija Elektrėnai       |
| 1995/1996 | Energija Elektrėnai       |
| 1996/1997 | Energija Elektrėnai       |
| 1997/1998 | Energija Elektrėnai       |
| 1998/1999 | Energija Elektrėnai       |
| 1999/2000 | Viltis Elektrenai         |
| 2000/2001 | Energija Elektrėnai       |
| 2001/2002 | Garsu Pasaulis Vilnius    |
| 2002/2003 | Energija Elektrėnai       |
| 2003/2004 | Energija Elektrėnai       |
| 2004/2005 | Energija Elektrėnai       |
| 2005/2006 | Energija Elektrėnai       |
| 2006/2007 | Energija Elektrėnai       |
| 2007/2008 | Energija Elektrėnai       |
| 2008/2009 | Energija Elektrėnai       |
| 2009/2010 | Sporto Centras Elektrenai |
| 2010/2011 | Sporto Centras Elektrenai |
| 2011/2012 | Energija Elektrėnai       |
| 2012/2013 | Energija Elektrėnai       |
| 2013/2014 | Delovaya Rus Kaliningrad  |
| 2014/2015 | Delovaya Rus Kaliningrad  |
| 2015/2016 | Energija Elektrėnai       |
| 2016/2017 | Energija Elektrėnai       |
| 2017/2018 | Energija Elektrėnai       |
| 2018/2019 | Energija Elektrėnai       |
| 2019/2020 | bez vítěze                |
| 2020/2021 | Kaunas Hockey             |
| 2021/2022 | Punks Vilnius             |

## Počty titulů
| Klub                      | Tituly | Vítězné ročníky |
| ------------------------- | ------ | --- |
| Energija Elektrėnai       | 22     | 1992, 1993, 1994, 1995, 1996, 1997, 1998, 1999, 2001, 2003, 2004, 2005, 2006, 2007, 2008, 2009, 2012, 2013, 2016, 2017, 2018 |
| Delovaya Rus Kaliningrad  | 2      | 2014, 2015 |
| Sporto Centras Elektrenai | 2      | 2010, 2011 |
| Punks Vilnius             | 1      | 2022 |
| Kaunas Hockey             | 1      | 2021 |
| Garsu Pasaulis Vilnius    | 1      | 2002 |
| Viltis Elektrenai         | 1      | 2000 |